# Fondo Atlante
Fondo Atlante è un fondo alternativo di investimento formalmente privato, nato sotto impulso del governo italiano per intervenire nelle crisi bancarie, provocate dalla grossa quantità di crediti deteriorati detenuti dagli istituti, sostenendo la loro ricapitalizzazione e rilevando i crediti in sofferenza.
Dall'8 agosto 2016 è stato costituito anche il Fondo Atlante 2.

## Genesi
La costituzione del primo fondo è stata annunciata nell'aprile 2016 suscitando reazioni positive, tra gli altri, anche dal Fondo monetario internazionale. Il nome deriva dal Titano condannato da Zeus a reggere sulle proprie spalle la volta celeste.
La società di gestione è la Quaestio Capital Management SGR di Fondazione Cariplo, presieduta da Alessandro Penati, che gestisce anche il Fondo Atlante 2. La dotazione iniziale era di 4,250 miliardi di euro sottoscritti da banche, Fondazioni bancarie, assicurazioni, Enti previdenziali e Cassa Depositi e Prestiti.

## Operazioni
A maggio 2016 Banca Popolare di Vicenza ha emesso 15 miliardi di azioni a 0,10 euro ciascuna sottoscritte interamente dal fondo, pagando 1,5 miliardi di euro, che arriva così a controllare il 99,33% del capitale azionario dell'istituto.
A fine giugno 2016 Veneto Banca ha emesso 10 miliardi di azioni a 0,10 euro ciascuna, il fondo ne sottoscrive 9.885.823.295 per un controvalore complessivo di 988.582.329,50 euro, arrivando così a controllare il 97,64% del capitale azionario della banca.